# Biarum ditschianum
Biarum ditschianum là một loài thực vật có hoa trong họ Ráy (Araceae). Loài này được Bogner & P.C.Boyce mô tả khoa học đầu tiên năm 1989.